# Versatile Automation Random Access Network
Versatile Automation Random Access Network (VARAN) är en datornätverkssteknologi för lokala nätverk (LAN) med inriktning mot området för automatiseringsteknik. Med VARAN skickas paket med information inom det lokala nätverket mellan dess anslutna enheter (styrningar, in- och utgångsmoduler, drivsystem osv).
VARAN definierar kablage och kontaktdon, beskriver de fysiska signalerna och de paket som skickas samt det protokoll som används. Med OSI-modellen som mall specificerar VARAN såväl det fysiska skiktet (OSI Layer 1) samt datalänkskiktet (OSI Layer 2). VARAN är ett protokoll enligt Master-Slav principen. VARAN-BUS-NUTZERORGANISATION (VNO) är ansvarig för handhavandet och utvecklingen av protokollet.

## Mål
Uppbyggnaden av systemet garanterar att sensorer kan anslutas direkt på bussen och att inga andra subbussar är nödvändiga. Detta realiseras antingen i FPGA:er eller i ASIC:s. För att undvika onödig mjukvaruoverhead är protokollet i bussen implementerat i hårdvaran.

## Historia
Företaget Sigmatek i Österrike tog 1994 fram ett bussystem i realtid för att ansluta olika I/O-moduler från DIAS-serien (DIAS-BUS). Denna buss gjorde det möjligt att få åtkomst till antingen enstaka analoga värden eller 16 in- eller utgångar på cirka 7 µs. Senare implementerades detta bussystem även i flertalet servoförstärkare. Fram till dagens datum har cirka två miljoner av denna bussanslutning levererats från Sigmatek. VARAN är en vidareutveckling av DIAS-Bussen som baserar sig på Ethernetstandard. Genom grundandet av VNO den 19 juli 2006 tog VNO därmed över handhavandet av standardiseringen av systemet.

## Teknisk specifikation
De fysiska skikten är kompatibla enligt IEEE802.3.
- man använder CAT5-kablage, maximal längd mellan två enheter på bussen är 100 meter
- fysiska överföringen når en hastighet av 125 MBit/s med 4B/5B kodning, det resulterar i en hastighet av 100 MBit/s
- anslutning av kablage görs med hjälp av transformatorer (galvaniskt åtskilt)
- Ethernet-PHY:s och transformatorer används

## Topologi
VARAN implementeras utan problem i antingen stjärn-, träd- och linjetopologi.